# بيربنة (مشيز بردسير)
بيربنة (بالفارسية: پیربنه) هي قرية تقع في إيران في البلدة المركزية.